# Diego Milito
Diego Alberto Milito (ur. 12 czerwca 1979 w Bernal) – argentyński piłkarz, który występował na pozycji napastnika. Były reprezentant Argentyny. Jego ostatnim klubem w karierze piłkarskiej był argentyński klub
Racing Club w lidze Primera División. Nosił pseudonim "El Principe" (pol. Książę) na cześć Enzo Francescoliego, którego przypomina wyglądem.

## Kariera klubowa

### Racing Avellaneda
Profesjonalną karierę klubową rozpoczynał w Racing Club de Avellaneda, w którego barwach zadebiutował 11 grudnia 1999 r. podczas meczu z Unionem Santa Fe (3:3). Występował wówczas na pozycji cofniętego napastnika. W roku 2001 wygrał Aperturę. W tym czasie jego młodszy brat Gabriel Milito, w którego cieniu znajdował się bardzo długo, występował w zespole największego rywala Racingu – Independiente. 9 marca 2003 r. w meczu derbowym w obecności rodziny doszło między nimi do starcia w którym musiał ich rozdzielać sędzia Héctor Elizondo, który uczył ich wuefu w szkole i już tam miał z nimi kłopoty. Dla Racingu zdobył 34 gole w 147 meczach ligowych.

### Genoa
Pierwszym europejskim klubem była włoska Genoa CFC do której przeszedł z wolnego transferu. 22 maja 2004 strzelił hat tricka w starciu z Cagliari Calcio. 25 września 2004 zdobył dwie bramki w meczu z Salernitaną. 11 czerwca 2005 dwukrotnie trafił do bramki w meczu z FBC Unione Wenecja. Dzięki 21 bramkom strzelonym w sezonie 2004/05 zajął 2. miejsce w klasyfikacji króla strzelców Serie B. W zespole tym grał w latach 2004–2005. Rozegrał w nim 59 spotkań i strzelił 33 gole. We Włoszech stał się wysuniętym napastnikiem.

### Saragossa
W lipcu 2005 r. za 2 mln euro odszedł na wypożyczenie z Genui, gdyż klub ten został karnie zdegradowany do Serie C1 za ustawianie meczów. Debiut El Principe dla Blanquillos przypadł na ligowe starcie z Valencią 11 września 2005 r. Pierwszy gol Milito strzelił Osasunie 21 września. 15 stycznia 2006 trafił dwie bramki w spotkaniu z RCD Mallorca. 5 lutego ponownie dwukrotnie trafił do bramki, tym razem Betisu. Przez dwa lata występował w Saragossie razem z bratem – Gabrielem Milito, lecz ten przeniósł się w 2007 roku do Barcelony. W półfinale Pucharu Króla 8 lutego 2006 r. strzelił 4 bramki Realowi Madryt (6:1). W listopadzie 2006 r. Saragossa podjęła decyzję o wykupieniu Milito z Genoy za dalsze 5 mln euro. Po odejściu brata został nawet kapitanem zespołu. 9 czerwca 2007 zdobył dwie bramki w meczu z Realem. Poza tym dublety ustrzelił w starciach z: Sociedadem (15 października 2006), Betisem (21 października 2006), Mallorcą (13 stycznia 2008), Murcją (20 stycznia 2008). Sezon 2006/07 zakończył z 23 ligowymi bramkami, co było drugim osiągnięciem w lidze, a także dało 3. miejsce w rywalizacji o Złotego Buta. W sierpniu 2007 przedłużył o cztery lata kontrakt z klubem. Łącznie przez 3 sezony zagrał w 108 spotkaniach i strzelił 53 gole dla Saragossy.

### Powrót do Genui
Latem 2008 roku mimo wielu ofert z mocnych i uznanych klubów Diego Milito powrócił do Genoi, aby wspomóc swoją dawną drużynę w walce w Serie A. Genoa wyłożyła na transfer Argentyńczyka 12 mln euro. Milito przybył ze spadającej do Segunda División Saragossy do Genoy odrzucając kilka lukratywnych ofert. 14 września 2008 r. zagrał ponownie w barwach Il Griffone w meczu z AC Milan, w którym zaliczył asystę i bramkę. 9 listopada 2008 r. strzelił hat tricka w spotkaniu z Regginą. 3 maja 2009 r. jako jedyny gracz w historii derbów Genui strzelił w nich 3 bramki. Dwukrotnie pokonywał bramkarzy: AS Roma (24 września), Torino FC (24 maja) i US Lecce (31 maja). Sezon zakończył z dorobkiem 24 trafień, co dało mu trzecie miejsce w walce o koronę króla strzelców. Ogółem dla Rossoblu zdobył 60 goli w 94 meczach ligowych.

### Inter

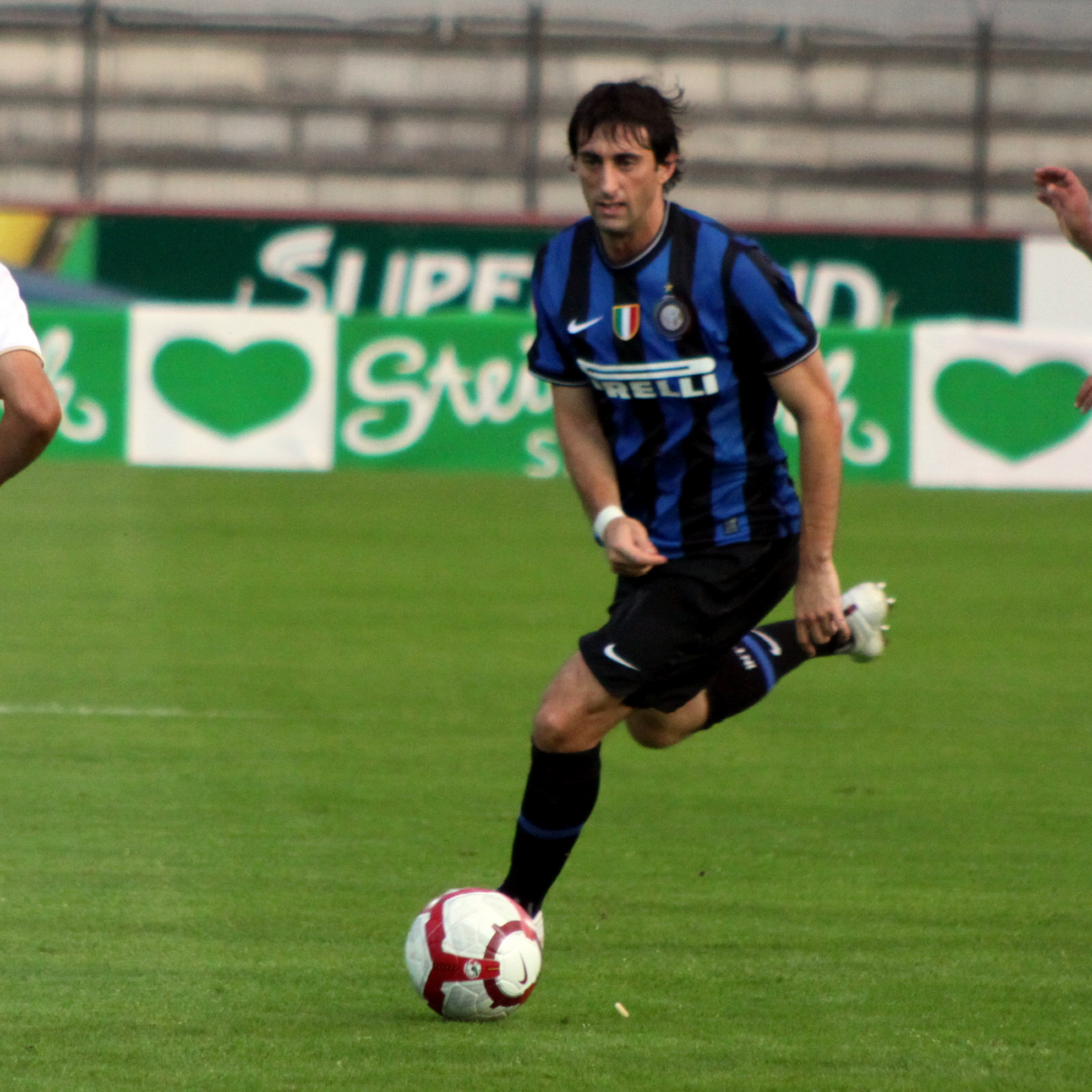
Diego Milito w barwach Interu (2009)

Od sezonu 2009/2010 Milito jest graczem Interu Mediolan, do którego przeniósł się wraz ze swoim klubowym kolegą z Genoi – Thiago Mottą po długich i żmudnych negocjacjach. Nerazzurri zapłacili za niego ok. 25 mln euro (Inter oddał Genoi Roberta Aquafresce, Riccardo Meggioriniego, Leonardo Bonucciego, Francesco Bolzoniego, Ivana Faticia oraz dołożył resztę gotówki). Podpisany 29 czerwca kontrakt związał go z Interem do czerwca 2013 i pozwalał mu na zarobki w kwocie 3,5 mln euro rocznie. Transfer ten został uznany przez Goal.com za najlepszy w 2009 r. w Serie A. Debiut Argentyńczyka miał miejsce w meczu o Superpuchar Włoch z S.S. Lazio rozegranym 8 sierpnia 2009 r. Pierwszy mecz w Serie A w barwach Nerazzurrich miał miejsce 23 sierpnia. W Interze Milito stworzył doskonały duet ze Sneijderem. Dla „The Special One” Argentyńczyk był postacią pierwszoplanową. By „Il Principe” mógł grać na szpicy, Mourinho był gotów przemianować Samuela Eto’o na skrzydłowego. 29 sierpnia w derbach Mediolanu wygranych przez Inter 4:0 zaliczył dwie asysty oraz zdobył gola z rzutu karnego, który był dla niego pierwszym w barwach Nerazzurrich. 20 września 2009 dwukrotnie zdobył bramkę w starciu z Cagliari Calcio. W debiutanckim sezonie w 35 występach w Serie A strzelił 22 gole i został wicekrólem strzelców ligi. Zdobył między innymi zwycięską bramkę w ostatnim meczu ligowych rozgrywek ze Sieną (1:0), która zapewniła Interowi mistrzostwo Włoch. Wcześniej strzelił zwycięską bramkę w finale Pucharu Włoch z Romą (1:0) rozegranym 5 maja.
W Lidze Mistrzów w sezonie 2009/10 zdobył swą debiutancką bramkę dającą Nerazzurrim remis w spotkaniu z Dynamem Kijów (2:1), która przywróciła nadzieję na awans do fazy pucharowej. 24 lutego strzelił gola na 1:0 podczas pierwszego meczu 1/8 LM z Chelsea F.C. W pierwszym spotkaniu ćwierćfinałowym z CSKA Moskwa zdobył jedyną bramką (1:0). W półfinałowym starciu z FC Barceloną ustalił wynik meczu na 3:1.
W finale Ligi Mistrzów sezonu 2009/2010, odbywającym się na Estadio Bernabéu w Madrycie, strzelił Bayernowi Monachium dwa gole, zapewniając Interowi Mediolan Puchar Starego Kontynentu, a jemu samemu nagrodę dla najlepszego piłkarza Ligi Mistrzów w sezonie 2009/10. Goal.com uznał Milito za najlepszego napastnika i piłkarza Serie A w sezonie 2009/10, a także znalazł się w jedenastce LM.
9 lipca 2010 r. podpisał nowy, czteroletni kontrakt wiążący go z Interem do czerwca 2014 r. Pomimo zdobycia z klubem w grudniu 2010 r. Klubowego Mistrzostwa Świata nie został nominowany do Złotej Piłki. W drugim sezonie Milito nie nawiązał do swych wcześniejszych dokonań, co wiązało się z kontuzjami jakie odnosił w okresie od lipca do kwietnia 2011 r. 22 września 2010 zdobył dwa gole w meczu z AS Bari. 29 maja 2011 r. strzelił bramkę w finałowym spotkaniu Pucharu Włoch z US Palermo zakończonym rezultatem 3:1. 11 grudnia 2011 r. otrzymał Bidone d’Oro przyznawany największemu rozczarowaniu roku. Strzelecką formę El Principe odzyskał w sezonie 2011/12 w którym zdobył ogółem 26 bramek, w tym 24 w lidze, które dały mu drugie miejsce w klasyfikacji najlepszych strzelców. Warte przytoczenia są: dwa gole i asysta w potyczce z FC Parma (7 stycznia), trafienie w derbowym spotkaniu z Milanem (15 stycznia 2012), cztery gole w starciu z Palermo (1 lutego), hat trick w dniu 1 kwietnia 2012 r. w meczu z Genoą (1 kwietnia) oraz hat trick i asysta w drugim spotkaniu derbowym z Milanem (6 maja). 3 listopada 2012 r. zdobył dwie bramki w spotkaniu z Juventusem (3:1), które spowodowały, że zakończyła się 49 meczowa passa spotkań Juve bez porażki. Rok 2012 zakończył z dorobkiem 28 bramek w lidze, co było najlepszym osiągnięciem w Serie A. 14 lutego 2013 r. zerwał wiązadła krzyżowe podczas meczu z CFR Cluj, co wykluczyło go z gry do końca sezonu. Do gry w pierwszej drużynie powrócił 22 września 2013 w meczu z US Sassuolo i od razu, grając tylko przez 30 minut, zdobył dwa gole i raz asystował.
Z Interem miał ważny kontrakt do czerwca 2014 r. na mocy którego otrzymywał 4,5 mln euro rocznie wynagrodzenia.

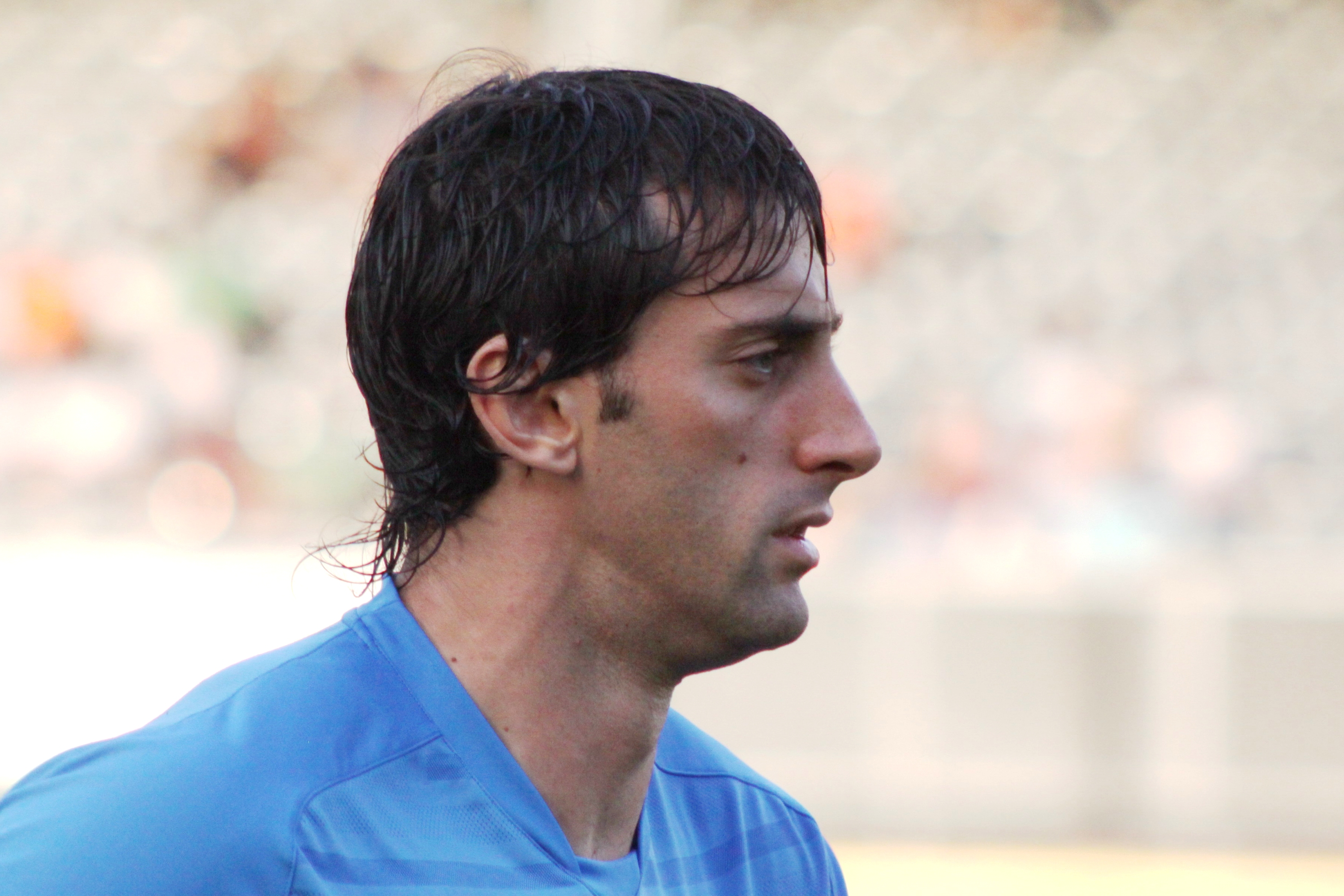
Diego Milito w barwach Interu (2009)

## Kariera reprezentacyjna
Debiut Diega Milito w reprezentacji nastąpił 30 stycznia 2003 r. w spotkaniu z Hondurasem. 16 lipca El Principe strzelił dwie bramki w meczu z Urugwajem. W 2007 r. wystąpił na Copa America 2007 jako zmiennik Hernana Crespa. Był także uczestnikiem Mistrzostw Świata rozgrywanych w 2010 r. w RPA. W reprezentacji Argentyny dotychczas wystąpił w 25 spotkaniach i strzelił 4 gole.

## Życie prywatne
Diego Milito ze związku małżeńskiego ze Aną Sofią doczekał się dwójki dzieci: Leandra (ur. w październiku 2007 r.) i Agustiny (ur. 21 marca 2010 r.). Z powodu włoskiego pochodzenia jego przodków (dziadkowie Salvatore Milito i Caterina Borelli wyemigrowali z kalabryjskiej miejscowości Terranova da Sibari) otrzymał włoskie obywatelstwo. 7 listopada 2011 r. odwiedził tę miejscowość i mieszkającą tam rodzinę oraz otrzymał honorowe obywatelstwo miasta. Jego młodszym bratem jest Gabriel Milito. Ma także siostrę Natalię. Rodzicami Diega są Jorge i Mirta Milito. Jest człowiekiem rodzinnym.

## Sukcesy

### Klubowe

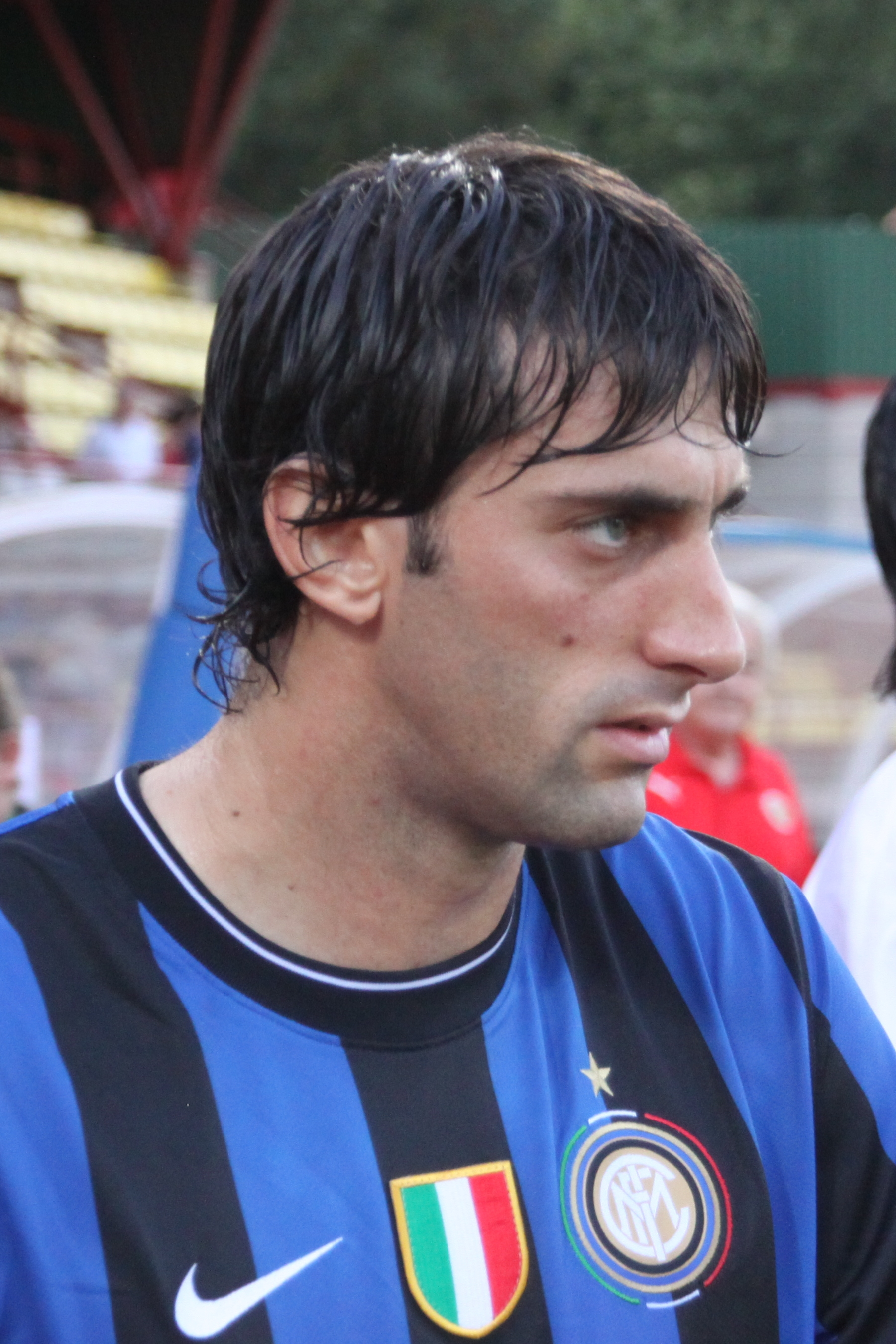
Diego Milito w barwach Interu (2009)

Inter Mediolan
- Mistrzostwo Włoch: 2009/10
- Puchar Włoch: 2009/10, 2010/11
- Liga Mistrzów UEFA: 2009/10
- Klubowe Mistrzostwo Świata: 2010
- Superpuchar Włoch: 2010

Racing Club
- Mistrzostwo Apertura 2001

### Indywidualne
- Najlepszy zawodnik finału Ligi Mistrzów w sezonie 2009/10 (strzelił dwie bramki)
- Najlepszy napastnik Ligi Mistrzów 2009/2010
- Najlepszy piłkarz Ligi Mistrzów 2009/2010
- Złoty Guerin: 2009
- Najlepszy napastnik Serie A: 2009
- Najbardziej lubiany zawodnik Serie A: 2009
- Najlepszy Piłkarz Serie A: 2009/10
- Najlepszy Zagraniczny Piłkarz Serie A: 2009/10
- Jedenastka sezonu według Goal.com: 2008/2009[32]
- Olimpia Award
- San Siro Gentleman Awards – bramka sezonu: 2012/13 (3 XI 2012 z Juventusem)[33]

### Reprezentacyjne
- Copa America 2007: finalista

## Statystyki

### Klubowe
| Klub           | Sezon     | Liga  | Liga | Liga   | Puchar | Puchar | Puchar | Kontynentalne | Kontynentalne | Kontynentalne | Łącznie | Łącznie | Łącznie |
| Klub           | Sezon     | Mecze | Gole | Asysty | Mecze  | Gole   | Asysty | Mecze         | Gole          | Asysty        | Mecze   | Gole    | Asysty  |
| -------------- | --------- | ----- | ---- | ------ | ------ | ------ | ------ | ------------- | ------------- | ------------- | ------- | ------- | ------- |
| Racing         | 1999/2000 | 11    | 1    | 0      | 0      | 0      | 0      | 0             | 0             | 0             | 11      | 1       | 0       |
| Racing         | 2000/2001 | 35    | 2    | 0      | 0      | 0      | 0      | 0             | 0             | 0             | 35      | 2       | 0       |
| Racing         | 2001/2002 | 38    | 9    | 0      | 0      | 0      | 0      | 0             | 0             | 0             | 38      | 9       | 0       |
| Racing         | 2002/2003 | 35    | 14   | 0      | 0      | 0      | 0      | 11            | 3             | 0             | 46      | 17      | 0       |
| Racing         | 2003/2004 | 18    | 8    | 0      | 0      | 0      | 0      | 0             | 0             | 0             | 18      | 8       | 0       |
| Racing         | Razem     | 137   | 34   | 0      | 0      | 0      | 0      | 11            | 3             | 0             | 148     | 37      | 0       |
| Genoa CFC      | 2003/2004 | 20    | 12   | 0      | 0      | 0      | 0      | —             | —             | —             | 20      | 12      | 0       |
| Genoa CFC      | 2004/2005 | 39    | 21   | 0      | 3      | 1      | 0      | —             | —             | —             | 42      | 22      | 0       |
| Genoa CFC      | Razem     | 59    | 33   | 0      | 3      | 1      | 0      | —             | —             | —             | 62      | 34      | 0       |
| Real Saragossa | 2005/2006 | 36    | 15   | 0      | 8      | 6      | 0      | —             | —             | —             | 44      | 21      | 0       |
| Real Saragossa | 2006/2007 | 37    | 23   | 2      | 3      | 0      | 0      | —             | —             | —             | 40      | 23      | 2       |
| Real Saragossa | 2007/2008 | 35    | 15   | 7      | 4      | 2      | 0      | 2             | 0             | 0             | 41      | 17      | 7       |
| Real Saragossa | Razem     | 108   | 53   | 9      | 15     | 8      | 0      | 2             | 0             | 0             | 125     | 61      | 9       |
| Genoa CFC      | 2008/2009 | 31    | 24   | 7      | 1      | 2      | 0      | —             | —             | —             | 32      | 26      | 7       |
| Genoa CFC      | Razem     | 31    | 24   | 7      | 1      | 2      | 0      | —             | —             | —             | 32      | 26      | 7       |
| Inter Mediolan | 2009/2010 | 35    | 22   | 4      | 6      | 2      | 0      | 11            | 6             | 2             | 52      | 30      | 6       |
| Inter Mediolan | 2010/2011 | 23    | 5    | 6      | 4      | 1      | 0      | 7             | 2             | 0             | 34      | 8       | 6       |
| Inter Mediolan | 2011/2012 | 33    | 24   | 3      | 1      | 0      | 0      | 7             | 2             | 1             | 41      | 26      | 4       |
| Inter Mediolan | 2012/2013 | 20    | 9    | 3      | 0      | 0      | 0      | 6             | 0             | 2             | 26      | 9       | 5       |
| Inter Mediolan | 2013/2014 | 1     | 2    | 1      | 0      | 0      | 0      | 0             | 0             | 0             | 1       | 2       | 1       |
| Inter Mediolan | Razem     | 112   | 62   | 19     | 11     | 3      | 0      | 31            | 10            | 5             | 154     | 75      | 21      |
| Ogółem         | Ogółem    | 450   | 206  | 33     | 30     | 14     | 0      | 44            | 13            | 5             | 521     | 233     | 38      |

### Reprezentacyjne
| Mecze i gole w kadrze | Mecze i gole w kadrze | Mecze i gole w kadrze |
| Rok                   | Mecze                 | Gole                  |
| --------------------- | --------------------- | --------------------- |
| 2003                  | 5                     | 3                     |
| 2004                  | 2                     | 0                     |
| 2005                  | 0                     | 0                     |
| 2006                  | 0                     | 0                     |
| 2007                  | 6                     | 1                     |
| 2008                  | 2                     | 0                     |
| 2009                  | 5                     | 0                     |
| 2010                  | 4                     | 0                     |
| Total                 | 24                    | 4                     |

| Lp | Data                 | Miejsce                                               | Rywal             | Wynik | Bramki | Rozgrywki             | Minuty |
| -- | -------------------- | ----------------------------------------------------- | ----------------- | ----- | ------ | --------------------- | ------ |
| 1  | 30 stycznia 2003     | Estadio Olímpico Metropolitano, San Pedro Sula        | Honduras          | 3:1   | 1      | mecz towarzyski       | 86     |
| 2  | 4 lutego 2003        | Los Angeles Memorial Coliseum, Los Angeles            | Meksyk            | 1:0   |        | mecz towarzyski       | 54     |
| 3  | 8 lutego 2003        | Orange Bowl Stadium, Miami                            | Stany Zjednoczone | 1:0   |        | mecz towarzyski       | 84     |
| 4  | 15 lipca 2003        | Estadio Ciudad de La Plata, La Plata                  | Urugwaj           | 2:2   | 2      | mecz towarzyski       | 90     |
| 5  | 20 sierpnia 2003     | Stadio Artemio Franchi, Florencja                     | Urugwaj           | 3:2   |        | mecz towarzyski       | 45     |
| 6  | 18 sierpnia 2004     | Shizuoka Stadium, Shizuoka                            | Japonia           | 2:1   |        | mecz towarzyski       | 82     |
| 7  | 4 września 2004      | Estadio Monumental, Lima                              | Peru              | 3:1   |        | eliminacje do MŚ 2006 | 27     |
| 8  | 7 lutego 2007        | Stade de France, Saint-Denis                          | Francja           | 1:0   |        | mecz towarzyski       | 12     |
| 9  | 2 czerwca 2007       | St. Jakob-Park, Bazylea                               | Szwajcaria        | 1:1   |        | mecz towarzyski       | 24     |
| 10 | 5 czerwca 2007       | Camp Nou, Barcelona                                   | Algieria          | 4:3   |        | mecz towarzyski       | 59     |
| 11 | 2 lipca 2007         | Estadio José Pachencho Romero, Maracaibo              | Kolumbia          | 4:2   | 1      | Copa America 2007     | 70     |
| 12 | 8 lipca 2007         | Estadio Metropolitano de Fútbol de Lara, Barquisimeto | Peru              | 4:0   |        | Copa America 2007     | 45     |
| 13 | 22 sierpnia 2007     | Ullevaal Stadion, Oslo                                | Norwegia          | 1:2   |        | mecz towarzyski       | 78     |
| 14 | 11 października 2008 | Estadio Monumental, Buenos Aires                      | Urugwaj           | 2:1   |        | eliminacje do MŚ 2010 | 20     |
| 15 | 15 października 2008 | Estadio Nacional de Chile, Santiago de Chile          | Chile             | 1:0   |        | eliminacje do MŚ 2010 | 45     |
| 16 | 28 marca 2009        | Estadio Monumental, Buenos Aires                      | Wenezuela         | 4:0   |        | eliminacje do MŚ 2010 | 12     |
| 17 | 6 czerwca 2009       | Estadio Monumental, Buenos Aires                      | Kolumbia          | 1:0   |        | eliminacje do MŚ 2010 | 51     |
| 18 | 10 czerwca 2009      | Estadio Olímpico Atahualpa, Quito                     | Ekwador           | 0:2   |        | eliminacje do MŚ 2010 | 9      |
| 19 | 12 sierpnia 2009     | Stadion Lokomotiwu Moskwa, Moskwa                     | Rosja             | 3:2   |        | mecz towarzyski       | 45     |
| 20 | 5 września 2009      | Estadio Gigante de Arroyito, Rosario                  | Brazylia          | 1:3   |        | eliminacje do MŚ 2010 | 23     |
| 21 | 12 czerwca 2010      | Ellis Park, Johannesburg                              | Nigeria           | 1:0   |        | MŚ 2010               | 12     |
| 22 | 22 czerwca 2010      | Peter Mokaba Stadium, Polokwane                       | Grecja            | 2:0   |        | MŚ 2010               | 79     |
| 23 | 11 sierpnia 2010     | Lansdowne Road, Dublin                                | Irlandia          | 1:0   |        | mecz towarzyski       | 45     |
| 24 | 8 października 2010  | Saitama Stadium, Saitama                              | Japonia           | 0:1   |        | mecz towarzyski       | 32     |

Bramki
| #  | Data             | Miejsce                                                  | Rywal    | Bramka na | Rezultat | Rozgrywki         |
| -- | ---------------- | -------------------------------------------------------- | -------- | --------- | -------- | ----------------- |
| 1. | 31 stycznia 2003 | Estadio Olímpico Metropolitano, San Pedro Sula, Honduras | Honduras | 1 – 0     | 3–1      | mecz towarzyski   |
| 2. | 16 lipca 2003    | Estadio Ciudad de La Plata, La Plata, Argentyna          | Urugwaj  | 1 – 0     | 2–2      | mecz towarzyski   |
| 3. | 16 lipca 2003    | Estadio Ciudad de La Plata, La Plata, Argentyna          | Urugwaj  | 2 – 0     | 2–2      | mecz towarzyski   |
| 4. | 2 lipca 2007     | Estadio José Pachencho Romero, Maracaibo, Wenezuela      | Kolumbia | 4 – 2     | 4–2      | Copa América 2007 |